# Garbiłazda
Garbiłazda (ros. Гарбилазда) – wieś w Rosji, w Dagestanie, w rejonie gunibskim. W 2010 liczyła 16 mieszkańców, głównie Awarów.